# Stefan Cegielski
Stefan Cegielski (ur. 26 sierpnia 1852 w Poznaniu, zm. 29 stycznia 1921 tamże) – polski przemysłowiec oraz działacz społeczno-polityczny.

## Życiorys
Był synem Hipolita i Walentyny z domu Motty. Kształcił się w gimnazjum w Poznaniu, w 1873 ukończył akademię przemysłową w Berlinie. W 1880 objął kierownictwo założonej przez ojca fabryki maszyn i narzędzi rolniczych HCP; w 1899, zmuszony kłopotami finansowymi, przekształcił przedsiębiorstwo w towarzystwo akcyjne, w którym pełnił funkcję wiceprezesa rady nadzorczej i głównego udziałowca.
Wcześnie zaangażował się w działalność polityczną. Sprzyjał katolickim konserwatystom. Od 1884 był posłem do parlamentu Rzeszy, od 1888 jednocześnie deputowanym do sejmu pruskiego. W wystąpieniach parlamentarnych sprzeciwiał się działalności państwowej Komisji Kolonizacyjnej oraz germanizacji, bronił także praw robotniczych. Szukał porozumienia z rządem w okresie złagodzenia polityki po odejściu Bismarcka i przejęciu funkcji kanclerza przez Capriviego, czym naraził się na ostrą krytykę mieszczańskiego ruchu ludowego Romana Szymańskiego. Jeszcze w 1898 mimo aktywnej kampanii prowadzonej przeciwko jego osobie zdołał obronić mandaty zarówno w sejmie pruskim, jak i parlamencie Rzeszy, ale w 1903 jego kandydaturę utrącono. Od tego czasu wycofał się z polityki na rzecz pracy społecznej.
W kolejnych latach działał m.in. w Prowincjonalnym Komitecie Wyborczym na Wielkie Księstwo Poznańskie (wiceprezes, prezes), Polskim Centralnym Komitecie Wyborczym (wiceprezes), zarządzie „Straży” (organizacji prowadzącej walkę polityczną z Hakatą), Radzie Narodowej, a także wielu organizacjach i instytucjach życia gospodarczego. Przewodniczył sejmikowi Związku Spółek Zarobkowych i Gospodarczych, zakładał Bank Związku Spółek Zarobkowych (1886, prezes rady nadzorczej), kierował Związkiem Towarzystw Kupieckich w Poznaniu i Związkiem Fabrykantów.
Brał udział w działaniach na rzecz kultury – był członkiem Dyrekcji Głównej Towarzystwa Pomocy Naukowej im. Karola Marcinkowskiego, wiceprezesem rady nadzorczej spółki akcyjnej Teatr Polski w Ogrodzie Potockiego, członkiem rady nadzorczej „Dziennika Poznańskiego”.
Sprawował mandat radnego miejskiego w Poznaniu.
Był dwukrotnie żonaty. Z małżeństwa z Albertyną z Nieżychowskich miał pięciu synów (dwóch zmarłych przed osiągnięciem pełnoletniości) i córkę Zofię (1894–1942, żonę Kazimierza Bajońskiego); z drugą żoną, Pauliną z Mottych, miał zmarłą w młodym wieku córkę Teresę. Syn Jerzy (1887–1940), podpułkownik artylerii Wojska Polskiego, kawaler Orderu Virtuti Militari, został zamordowany w Charkowie.

### Literatura dodatkowa
- Zdzisław Grot: Cegielski Stefan. W: Polski Słownik Biograficzny. T. 3: Brożek Jan – Chwalczewski Franciszek. Kraków: Polska Akademia Umiejętności – Skład Główny w Księgarniach Gebethnera i Wolffa, 1937, s. 219. Reprint: Zakład Narodowy im. Ossolińskich, Kraków 1989, ISBN 83-04-03291-0.